# Bruno Stagno Ugarte

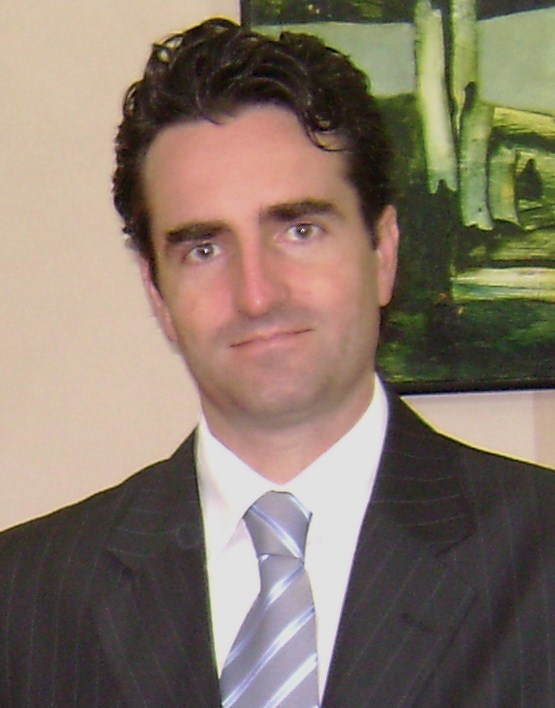
Bruno Stagno Ugarte (2007)

Bruno Stagno Ugarte (* 8. April 1970 in Paris) ist ein costa-ricanischer Diplomat und Politiker.

## Biografie
Nach dem Schulbesuch absolvierte er von 1988 bis 1992 ein Studium der Politischen Wissenschaften an der School of Foreign Service der Georgetown University, das er 1992 mit einem Bachelor of Science in Internationalen Beziehungen beendete. Anschließend studierte er an der Universität Paris III und schloss dieses Studium 1994 mit einem Master in Politischer Soziologie ab. 2001 schloss er darüber hinaus ein Postgraduiertenstudium an der Woodrow Wilson School der Princeton University mit einem Master in Politikwissenschaften ab.
Nach seiner Rückkehr nach Costa Rica trat er in den Diplomatischen Dienst ein. Zunächst war zwischen 1994 und 1998 Generalkonsul und Botschaftsrat an der Botschaft in Frankreich. Anschließend war er für kurze Zeit Assessor im Außenministerium sowie auch Mitglied und Sekretär der Qualifizierungskommission für den Diplomatischen Dienst. Von 1998 bis 2002 folgte dann eine Tätigkeit als Kabinettschef von Außenminister Roberto Rojas López.
Neben diesen Tätigkeiten war er zugleich auch 1999 Professor an der Universidad Latina und dann von 2001 bis 2002 Professor für Politische Wissenschaften an der Universidad de Costa Rica (UCR).
Bereits 2002 erfolgte seine Berufung zum Ständigen Vertreter bei den Vereinten Nationen in New York. Stagno sprach sich dabei neben den USA maßgeblich für ein weltweites Verbot des Klonens aus. Während dieser Zeit war er als Nachfolger von Prinz Zeid Ra'ad Zeid Al-Hussein, dem jordanischen Ständigen Vertreter bei der UNO, von 2005 bis 2008 Präsident der Versammlung der Vertragsparteien (Assembly of the States Parties) des Internationalen Strafgerichtshofes (ICC) in Den Haag. 2008 folgte im Christian Wenaweser, der Ständige Vertreter von Liechtenstein bei der UNO.
Am 8. Mai 2006 wurde Stagno von Präsident Óscar Arias Sánchez zum Außenminister ernannt. In seiner Funktion als Außenminister setzte er sich dabei insbesondere für eine Inkraftsetzung des Kernwaffenteststopp-Vertrages ein. Nach genau vierjähriger Amtszeit folgte ihm am 8. Mai 2010 René Castro Salazar als Außenminister.